# Huacaya (alpaca)
Huacaya, o alpaca Huacaya, es el nombre con que se conoce a una de las dos razas que componen la especie Vicugna pacos, llamada comúnmente alpaca. La otra raza es la «Suri».

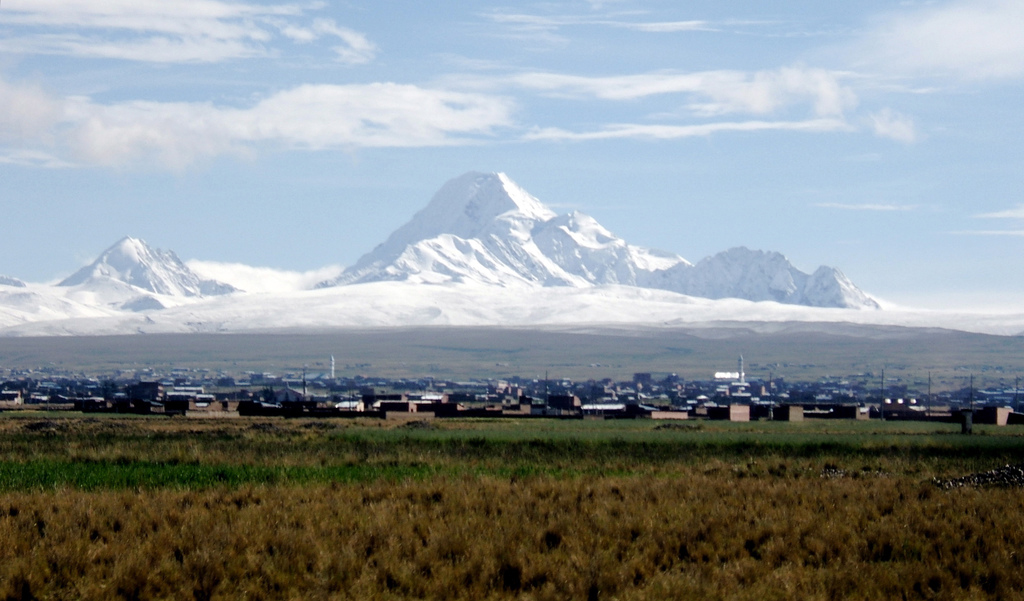
El hábitat original de esta raza; el altiplano andino.

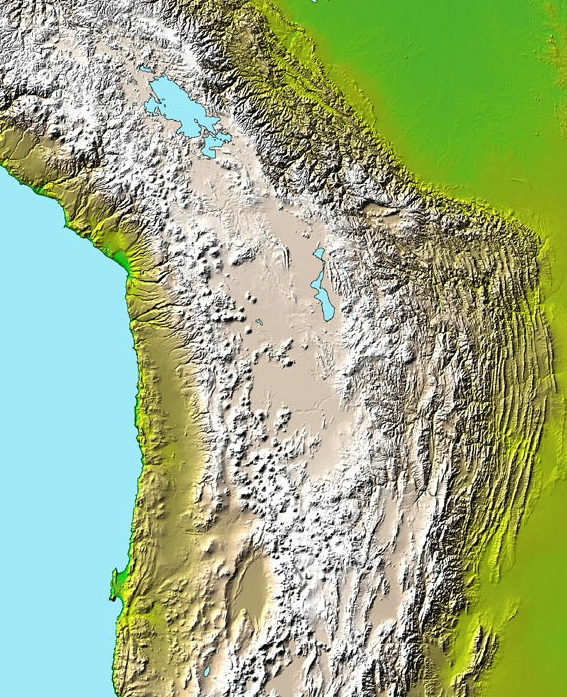
Relieve del altiplano Andino, origen de esta raza de camélidos.

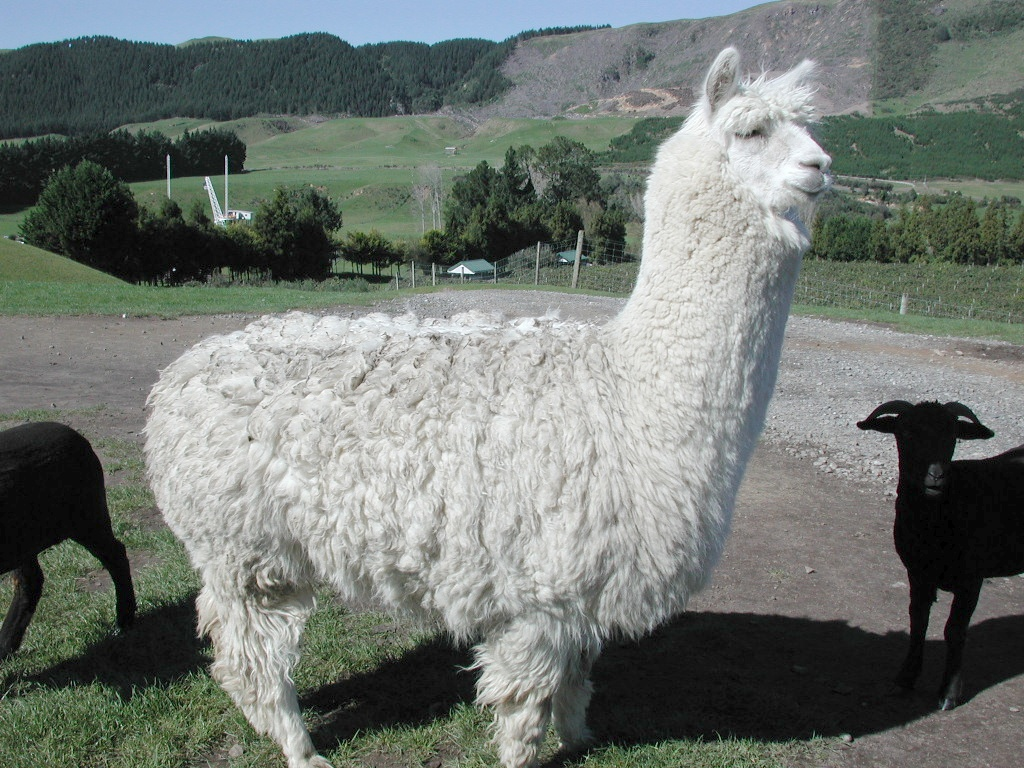
Un ejemplar blanco de esta raza en Rotorua, Nueva Zelandia.

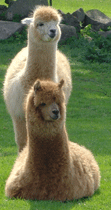
Dos ejemplares de esta raza.

## Caracterización de la raza
Ambas razas se separan fácilmente por sus características fenotípicas. No hay diferencias en el peso, ni de las crías al nacer (de 7,5 a 8 kg) ni de los ejemplares adultos, que pesan alrededor de 70 kg en los machos y 65 kg en las hembras.
Los ejemplares de la raza Huacaya tienen una apariencia redondeada y voluminosa. La fibra de la Huacaya crece en forma perpendicular al cuerpo de la alpaca, posee densidad, suavidad, lustre, rizos (crimp) que le confieren un aspecto esponjoso, las mechas de fibra son más cortas y opacas en comparación con la suri, con ausencia de suarda que es propio del ovino corriedale.
La fibra de la suri, en cambio, crece en forma paralela al cuerpo en dirección al piso, formando rulos independientes a través de todo el cuerpo, similar al ovino Lincoln; posee densidad, suavidad, y lustre mucho más notorios que en la de la huacaya, confiriéndole un aspecto sedoso y brillante.
Como en la otra raza, en la Huacaya también se presentan gran variedad de coloración de su pelaje, colores que totalizan 22 capas.

## Población
La población mundial de Huacayas es muy superior a la otra raza. Según algunas estimaciones sería de 2 880 000 ejemplares, lo que representa el 96 % del total de la especie. En el Perú, en cambio, representan el 90 %, del total de las alpacas, por lo que si se extrapolan las cifras representaría un total mundial de 2 700 000 ejemplares. Allí se argumenta que la Huacaya soporta mejor que la Suri las condiciones adversas del altiplano.

## Productos

### Fibra
Su lana está integrada por entre 90 a 110 hebras/mm². Entre los productos que se pueden hacer con la fina fibra de la Huacaya destacan:
- Ponchos
- Bufandas o chalina
- Chalecos
- Chompas
- Colchas

### Carne
Si bien el objetivo de su crianza no es la obtención de carne, esta es un derivado productivo en calidad de subproducto, ya que su carne es perfectamente comestible y muy proteica. El rendimiento de canal varía entre el 43 y el 63 % del peso vivo, teniendo el Perú un promedio de 55 %. Según algunos autores por la conformación de su textura corporal, la Huacaya produce más carne que la Suri.